# B. B. King

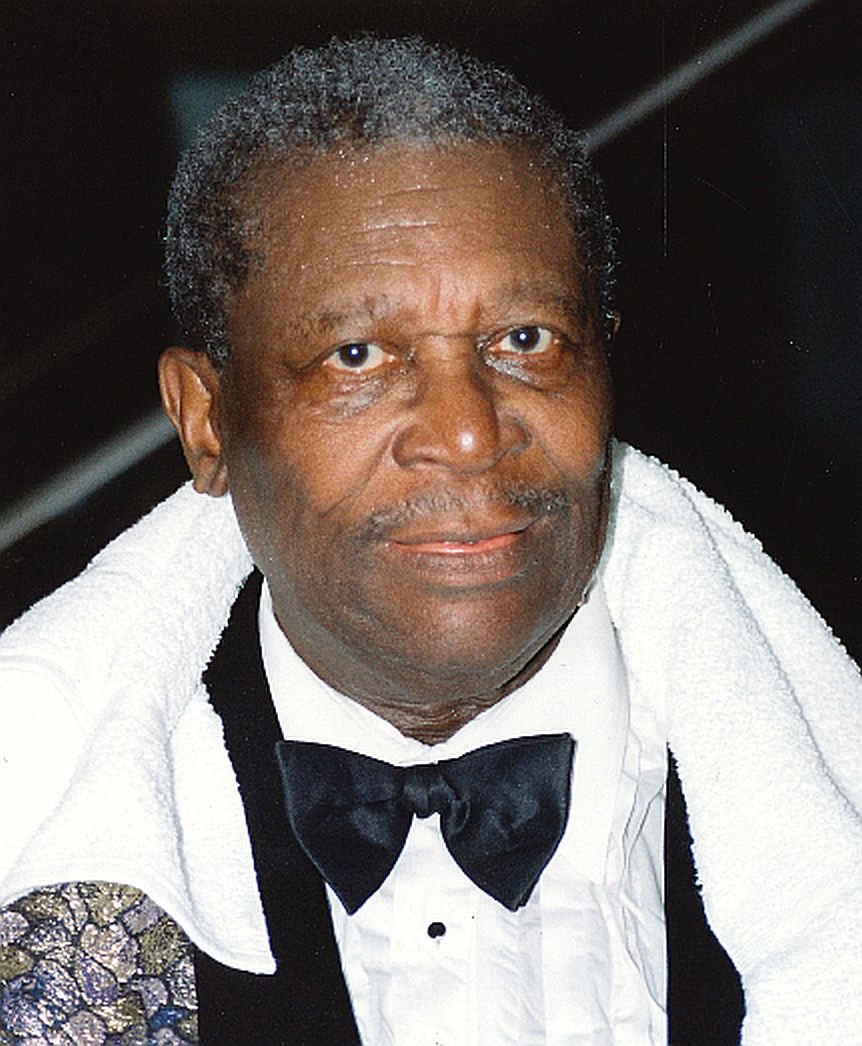
B. B. King (1998)

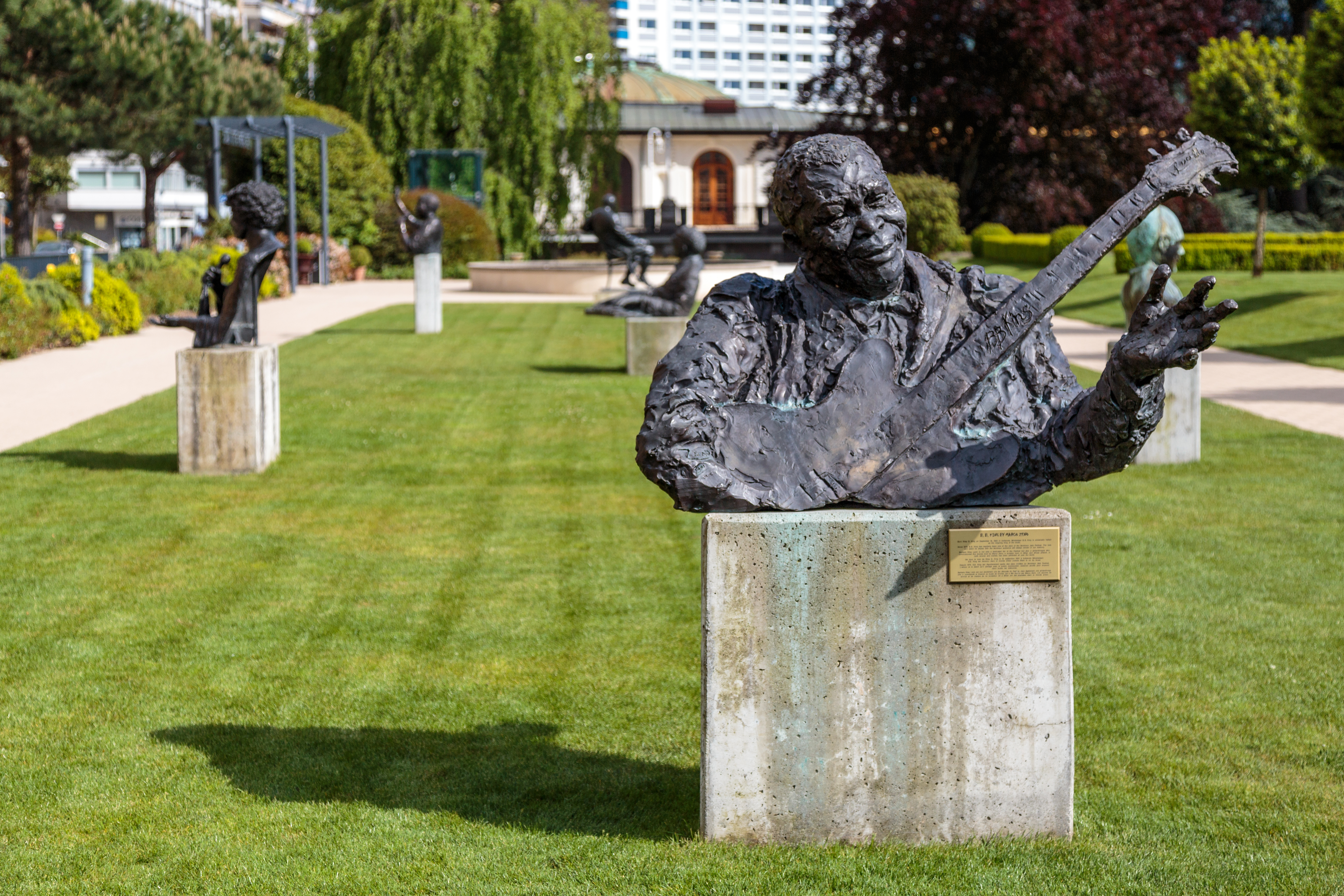
B. B. King Skulptur in den Gärten des Montreux Palace

B. B. King, eigentl. Riley Benjamin King (* 16. September 1925 in Berclair, Leflore County, Mississippi; † 14. Mai 2015 in Las Vegas, Nevada), war einer der einflussreichsten Blues-Gitarristen und -Sänger. Er gilt als einer der „drei Kings des elektrischen Blues“, neben Albert King und Freddie King. Er beeinflusste Generationen von Rock- und Bluesmusikern. Seine Schallplatten wurden mit insgesamt 15 Grammys ausgezeichnet. Das „B. B.“ in seinem Namen steht für Blues Boy, was wiederum eine Verkürzung von Beale Street Blues Boy ist, seinem Pseudonym als Moderator beim Radiosender WDIA.

## Leben

### Kindheit und Jugend
B. B. King wurde als Riley Benjamin King im Weiler Berclair, Mississippi, als Sohn des Farmpächters Albert King und dessen Frau Nora Ella King geboren. Als er vier Jahre alt war, trennten sich seine Eltern, und er wuchs fortan in Kilmichael (Mississippi) bei seinen Großeltern mütterlicherseits auf. Als er neun Jahre alt war, starb seine Mutter. 1940 zog er für zwei Jahre zu seinem Vater nach Lexington. Danach kehrte er nach Kilmichael zurück, zog dann weiter nach Indianola und landete schließlich 1946 in Memphis.
Als Kind und Jugendlicher sang er Gospelmusik, war aber auch begeistert von Bluesmusikern wie Blind Lemon Jefferson oder Lonnie Johnson, deren Musik er auf Schellackplatten seiner Tante hörte. Zu seinen weiteren Vorbildern zählten vor allem der Bluesgitarrist T-Bone Walker, aber auch Jazzmusiker wie Charlie Christian und Django Reinhardt.

### Memphis
In Memphis traf B. B. King einen entfernten Verwandten seiner Mutter, den Bluesmusiker Bukka White, der ihm eine Anstellung als Schweißer verschaffte. Zusammen mit Walter Horton gründete King schließlich ein Blues-Duo, und gemeinsam traten sie in Juke Joints und Parks auf. Nach acht Monaten in Memphis kehrte King jedoch zurück nach Indianola. Er zweifelte an seinem instrumentalen Können, da es seiner Meinung nach bessere Musiker in Memphis gab.
Trotzdem kehrte er Ende 1948 nach Memphis zurück und lernte in West Memphis den Gitarristen Robert Lockwood kennen, mit dessen Hilfe er sein Gitarrenspiel wesentlich verbessern konnte. Anfang 1949 traf er Sonny Boy Williamson II., der ihm gestattete, in seiner Radioshow auf KWEM ein Stück zu singen. Durch Bukka White erfuhr King kurze Zeit später von der Radiostation WDIA. Im April 1949 bekam er dort seine eigene, von Lucky Strike gesponserte 15-minütige Sendung, in der er live spielte. Im folgenden Jahr übernahm er als DJ den Sepia Swing Club auf WDIA. Nun hatte er Zugriff auf tausende von Platten, die er intensiv anhörte und auch nachzuspielen versuchte.

### Erste Aufnahmen
Seine ersten Aufnahmen machte B. B. King 1949 für Bullet Records in Nashville. Die beiden daraus resultierenden Singles verkauften sich jedoch sehr schlecht und gaben seiner musikalischen Karriere keinen Anstoß. Während eines Besuchs der Radiostation WDIA im Juni 1950 hörten die Brüder Jules und Saul Bihari von B. B. King und waren so begeistert, dass sie ihn für ihr Sublabel RPM unter Vertrag nahmen. Modern Records mit Sitz in Los Angeles zählte zwar damals zu den führenden unabhängigen Plattenlabels im Bereich des Jazz und Blues, verfügte jedoch in Memphis über kein eigenes Aufnahmestudio. Deshalb fanden die ersten Aufnahmesessions mit B. B. King für RPM im damals neuen Studio von Sam Phillips statt.
Kings Band bestand zu dieser Zeit aus Richard Sanders (Saxofon), Johnny Ace (Klavier), einem Bassisten namens Wiley und Earl Forest (Schlagzeug). Diese frühen Einspielungen waren zwar innovativ, aber kommerziell wenig erfolgreich.

### Erste Erfolge

B. B. King – 3 O’Clock Blues (1951)

Nachdem sich die Biharis Mitte 1951 geschäftlich mit Sam Phillips überworfen hatten, fand im September 1951 im YMCA mit einem portablen Aufnahmegerät jene Aufnahmesession statt, die B. B. Kings ersten Hit 3 o’Clock Blues (RPM #339) hervorbrachte, der sich fünf Wochen lang als Nummer-eins-Hit in den R&B-Charts hielt. Aufgrund des großen Erfolgs der Single folgte eine Tournee mit Tiny Bradshaws Orchester. Wenig später schloss sich King mit der Band des Saxofonisten Bill Harvey zusammen, die dann bis 1955 seine Tour-Band blieb.
1952 bzw. 1953 hatte B. B. King mit You Know I Love You und Please Love Me zwei weitere Nummer-1-R&B-Hits, die seiner Karriere einen entscheidenden Auftrieb gaben. Am 24. April 1954 zierte sein Bild die Titelseite des Cashbox-Magazins. Einen Monat später gab er sein Debüt mit Bill Harveys Orchester im Apollo Theater in Harlem. Unter dem Produzenten Johnny Pate wurde am 18. und 19. August 1954 in den alten Capitol-Studios (Los Angeles, Melrose Avenue) in der Besetzung B. B. King (Gesang/Gitarre), Millard Lee (Piano), Floyd Newman (Saxophon) und Kenny Sands (Trompete) der Bluesklassiker Everyday I Have the Blues aufgenommen. Im Dezember 1954 erschien dann Everyday I Have the Blues / Sneakin’ Around (RPM #421), das bis auf Platz 8 der R&B-Hitparade vorstieß. Nach dessen Veröffentlichung berichtete Billboard von hohen Plattenumsätzen, die sich über die Jahre auf über 4 Millionen Exemplare summierten. Damit avancierte Everyday I Have the Blues zu den meistverkauften Bluessongs aller Zeiten.
Noch im Dezember 1954 folgte eine Westcoast-Tournee. B. B. King war nun aufgestiegen zum nationalen Star, ganz dem Blues verschrieben und kaum interessiert an der sich bereits abzeichnenden Rock-’n’-Roll-Revolution.

### Quer durch die Vereinigten Staaten
Anfang 1955 brach King wegen geschäftlicher Differenzen mit Bill Harvey und seinem Manager Morris Merritt die Zusammenarbeit ab. Kurzerhand stellte er eine neue Band, die B. B. King Revue, unter der Leitung von Millard Lee zusammen. Sie bestand zunächst aus Calvin Owens und Kenneth Sands (Trompeten), Lawrence Burdine (Altsaxofon), George Coleman (Tenorsaxofon), Floyd Newman (Baritonsaxofon), Millard Lee (Klavier), George Joyner (Bass) und Earl Forest und Ted Curry (Schlagzeug). Onzie Horne als geschulter Musiker wurde Kings Arrangeur und half ihm, seine musikalischen Ideen umzusetzen.
Es folgten weitere Tourneen quer durch die Vereinigten Staaten mit Auftritten in den großen Theatern (z. B. in Washington, D.C., Chicago, Los Angeles, Detroit und St. Louis) sowie zahlreiche Gigs in kleineren Clubs und Juke Joints der Südstaaten. King tourte mittlerweile den kompletten Chitlin’ Circuit und war 1956 mit 342 Konzerten völlig ausgebucht.
Nebenher gründete er im selben Jahr sein eigenes Plattenlabel Blues Boys Kingdom mit Sitz in der Beale Street in Memphis. Dort produzierte er unter anderem Künstler wie Millard Lee oder Levi Seabury. Die Plattenfirma scheiterte schließlich aber daran, dass King seinen Verpflichtungen als Musiker nachkommen musste und keine Zeit (und auch nicht die Kompetenzen) hatte, auch noch eine Firma zu leiten. Seine Plattenaufnahmen machte B. B. King nun fast ausschließlich im Modern Studio in Los Angeles mit Musikern unter der Leitung von Maxwell Davis.

### Blues und Pop

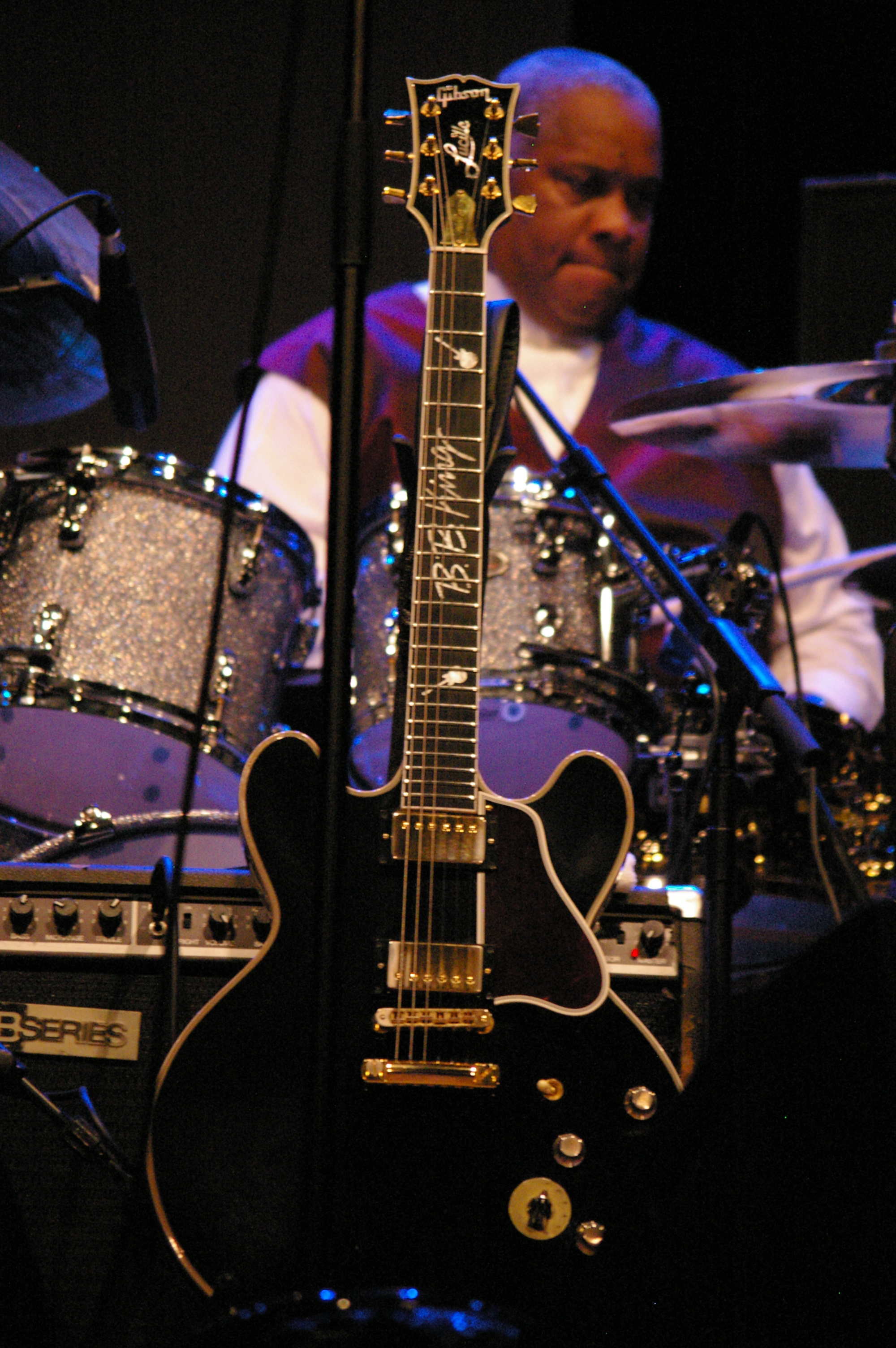
Die Gitarre Lucille (2009)

Das Aufkommen des Rock ’n’ Roll führte schon Mitte der 1950er Jahre zu einem enormen Popularitätsverlust des Blues in der afroamerikanischen Gesellschaft. Obwohl King weiterhin Hits vorweisen konnte, stellte das Jahr 1957 für ihn den Beginn eines ruhigeren Karriereabschnitts dar. Um Kings Popularitätsverlust entgegenzuwirken, versuchten die Biharis ihn in den Bereich der Popmusik zu drängen. Zu dieser Zeit coverte er unter anderem Tennessee Ernie Fords Sixteen Tons und nahm auch den Song Bim Bam auf. Auch weitere Versuche mit Popballaden scheiterten und brachten nicht den kommerziellen Erfolg früherer Tage zurück. Nach einem kurzen Zwischenspiel bei Chess Records verlängerten die Biharis 1958 Kings Vertrag – ein Zeichen dafür, dass sie nach wie vor auf ihn setzten. Ab diesem Zeitpunkt erschienen B. B. Kings Singles auf dem neu gegründeten Sublabel Kent Records.

### Sweet Sixteen
Zu Beginn der 1960er Jahre war B. B. King einer der wenigen Bluesmusiker, die nach wie vor regelmäßig in den R&B-Charts vertreten waren. So landete er im Frühjahr 1960 mit seiner Interpretation des Big-Joe-Turner-Klassikers Sweet Sixteen sogar nochmals einen No.-2-Hit in den R&B-Charts. Während andere Bluesmusiker wie Muddy Waters oder John Lee Hooker infolge des Folk-Musik-Booms ein neues, vor allem weißes Publikum fanden, blieb B. B. King seiner angestammten Zuhörerschaft treu. Anstatt ein trendiges Folk-Blues-Album einzuspielen, trat er weiterhin mit seiner 13-köpfigen Band in Zentren der afroamerikanischen Kultur wie etwa dem Apollo Theater in Harlem auf. In Europa waren seine Platten kaum erhältlich, da sich die Bihari-Brüder beim Lizenzieren ihres Katalogs recht schwer taten.

### Crown Records
Allerdings hatte B. B. King mittlerweile gute Gründe, Modern Records zu verlassen. Da die Biharis seine Alben auf dem Billig-Sublabel Crown Records für 99 Cent das Stück veröffentlichten, landeten diese LPs meist in den Ramschkisten der Läden und wurden vom Billboard Magazine völlig ignoriert. Infolgedessen fanden diese Alben (zwölf Stück zwischen 1957 und 1963) auch keinerlei Anerkennung in der breiten Öffentlichkeit. Zudem beanspruchten die Biharis bis zu drei Viertel der Tantiemen aus dem Erlös von Kings Platten; sie hatten den Komponistenangaben (in der Regel King) eigene Pseudonyme wie Jules Taub, Joe Josea oder Sam Ling hinzugefügt. Diese illegale Praxis des Cut In und die Veröffentlichungspolitik des Labels führten dazu, dass B. B. King Modern Records den Rücken kehrte und auf Anraten seiner Musikerkollegen Lloyd Price und Fats Domino im Januar 1962 einen Vertrag beim damaligen Major-Label ABC-Paramount unterschrieb.

### Live at the Regal
Seine neue Plattenfirma wusste zunächst nicht genau, welche Richtung seine musikalische Laufbahn einschlagen würde. Die beiden anderen R&B-Stars des Labels, Ray Charles und Lloyd Price, hatten bereits Nischen im weiten Bereich zwischen Pop und R&B gefunden. Doch B. B. King war ein reiner Bluesmusiker; ein Übertritt ins Pop- oder Soul-Lager schien unmöglich. Nach einigen Singles und zwei von Johnny Pate produzierten Alben veröffentlichte ABC-Paramount 1965 das Album Live at the Regal, das ein Überraschungserfolg wurde. Mitgeschnitten im Chicagoer Regal Theater am 21. November 1964 präsentierte es einen sehr lebhaften und mitreißenden Auftritt von King vor einem afroamerikanischen Publikum.
Bereits seit seinem Weggang von Modern Records hatten die Bihari-Brüder parallel zu den ABC-Veröffentlichungen weitere King-Titel aus ihrem Archiv herausgebracht, zum Teil mit beachtlichem Erfolg. Rock Me Baby – im Sommer 1964 als Single auf dem Kent-Label erschienen – schaffte es bis auf Platz 34 der US-Popcharts. Angestachelt durch den Erfolg von Live at the Regal folgte eine Flut von weiteren Veröffentlichungen auf dem Kent-Label. Zur Verwirrung der Fans waren dies neben bislang unveröffentlichten Archivtiteln auch alte Titel, die man durch Overdubs in ein neues, modernes Gewand zu hüllen versuchte.

### The Thrill Is Gone
Etwa um 1966/67 stellte B. B. King fest, dass sich die Zusammensetzung seines Publikums langsam veränderte. Während die afroamerikanische Jugend sich vom Blues distanzierte, interessierten sich plötzlich immer mehr weiße Jugendliche für seine Musik und besuchten seine Konzerte. Das zu dieser Zeit erschienene Buch Urban Blues von Charles Keil enthält ein Kapitel über B. B. King und stellte ein Pionierwerk dar. 1967 wurde Sidney Seidenberg Kings neuer Manager. Sein Hauptziel war es, mit einem neuen Konzept B. B. King einem breiteren Publikum zugänglich zu machen.
Fortan trat er auch bei Rockfestivals und in Zentren der Hippiekultur – wie etwa dem Fillmore West – auf. Obwohl er unter Seidenbergs Management einige Hits auf dem ABC-Sublabel Bluesway Records hatte, dauerte es fast weitere drei Jahre, bis das Konzept vollständig aufging und B. B. King mit The Thrill Is Gone seinen bis dahin größten Hit (Platz 15 in den US-Popcharts) landen konnte. 1969 spielte B. B. King neben Ike & Tina Turner bei der US-Tournee der Rolling Stones im Vorprogramm. Im folgenden Jahr war er der erste Bluesmusiker, der in der Tonight Show auftrat und im Oktober 1970 folgte ein Auftritt in der Ed Sullivan Show.

### Internationale Erfolge

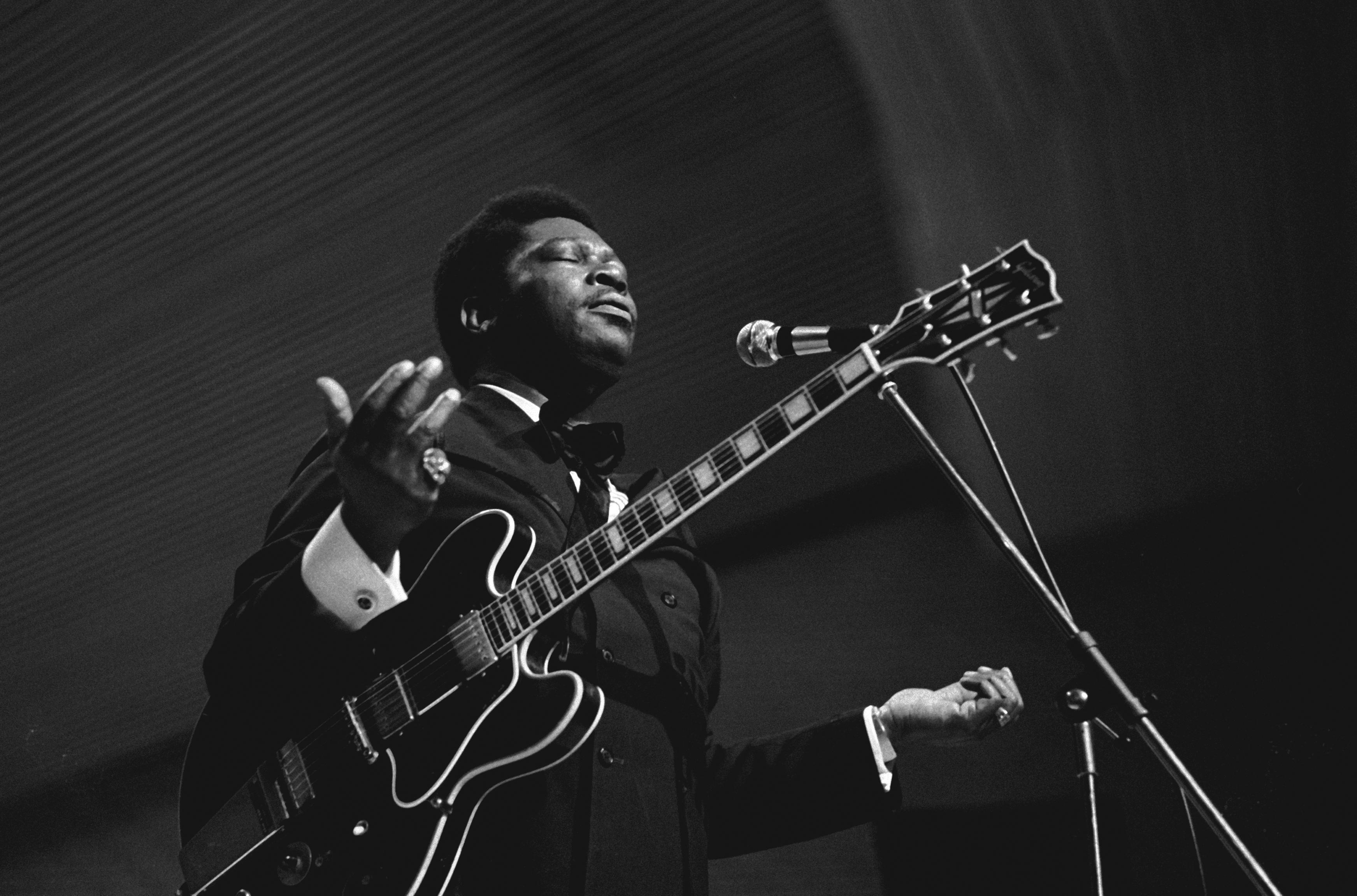
B. B. King in Hamburg (1971)

Nach dem Erfolg von The Thrill Is Gone spielte B. B. King 1970 das Album Indianola Mississippi Seeds mit weißen Rockmusikern wie Carole King und Leon Russell ein. Dies war eine Idee seines Produzenten Bill Szymezyk. Insgesamt klang das Album sanfter und weicher als seine vorherigen Veröffentlichungen und enthielt mit Chains and Things, Ask Me No Question und Hummingbird drei Hit-Singles. 1971 nahm B. B. King in London mit britischen Gastmusikern wie Alexis Korner, Peter Green, Steve Winwood und anderen das Album In London auf. Hier spielte er zum ersten Mal seit 1946 bei einem Titel wieder eine akustische Gitarre.
1972 nahm B. B. King an einem Konzert teil, von dem er im Anschluss sagte: „Das war das beste Konzert, das ich jemals gegeben habe.“ Zwei Dokumentarfilmer hatten ein Filmprojekt mit Insassen von Sing Sing, dem großen New Yorker Gefängnis, ins Leben gerufen und es ein Jahr lang begleitet (Sing Sing Thanksgiving). Als Abschlussarbeit war dieses Gefängniskonzert zum amerikanischen Thanksgiving geplant, zu dem viele Künstler eingeladen wurden, aber nur wenige zugesagt hatten. Die Musiker waren The Voices of East Harlem, Joan Baez und eben B. B. King.
Im folgenden Jahr spielte er in Philadelphia das Album To Know You Is to Love You ein. Es war stark beeinflusst von der Soul-Musik jener Tage. Begleitet wurde King unter anderem von den Memphis Horns sowie, beim Titelstück, von Stevie Wonder.
Vor dem Boxkampf um den Weltmeistertitel zwischen Muhammad Ali und George Foreman im Stadion von Kinshasa, Zaire, im Oktober 1974 („Rumble in the Jungle“) trat B. B. King mit seiner Band auf. Das Konzert wurde auf DVD veröffentlicht.
Mit U2 spielte er für deren Album Rattle and Hum den Song When Love Comes to Town ein. Außerdem nahm B. B. King an der darauf folgenden „Lovetown“-Tour im Jahr 1989 teil. Im Jahr 2000 produzierte er mit Eric Clapton das Album Riding with the King. Über seine Jazz-Kollegen Dizzy Gillespie, Miles Davis und Charlie Parker äußerte sich King einmal so: „was die machen, geht schlicht über meinen Horizont“.

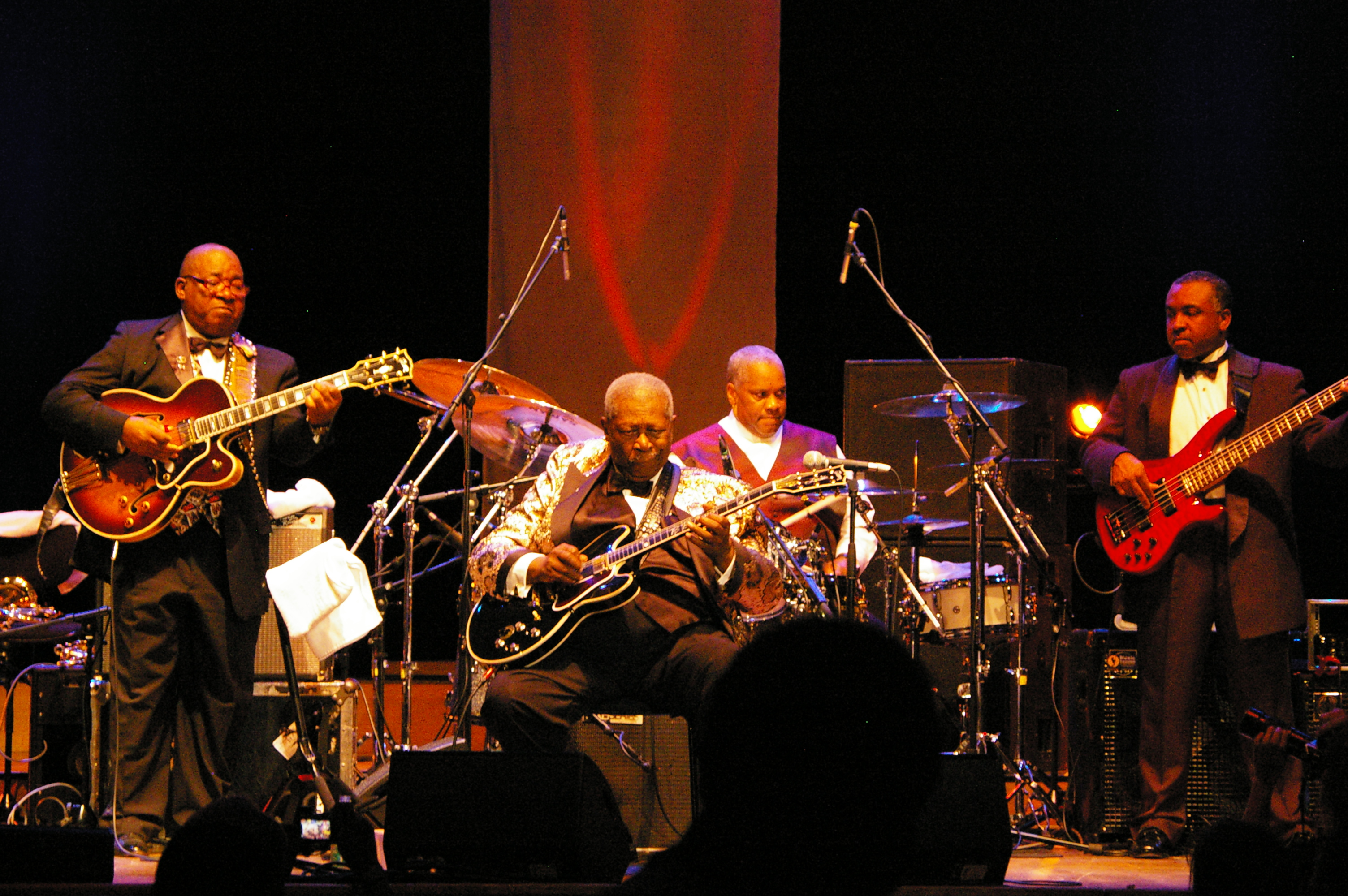
B. B. King im Konzerthaus Wien (2009)

King besaß mehrere Bluesclubs in den Vereinigten Staaten, unter anderem an der Beale Street in Memphis, Tennessee, in New Orleans und in Nashville, in denen er hin und wieder auftrat. Unter seinem Namen werden auch Merchandising-Artikel wie Barbecue-Zubehör und Gitarrensaiten vermarktet. Er unternahm regelmäßig ausgedehnte Tourneen und spielte über 200 Konzerte pro Jahr. Ab 2004 trat B. B. King, der seit über 60 Jahren fast ununterbrochen unterwegs war, altersbedingt und aus gesundheitlichen Gründen seltener auf. Im Sommer 2005 unternahm er eine „Final Farewell Tour“ durch Europa. Aber auch 2006 trat er in den Vereinigten Staaten und erneut in Europa auf, 2009 folgte eine weitere Europatournee.
In den 1980ern trat er wie viele andere Stars in der erfolgreichen Bill Cosby Show auf, und zwar in der Folge Der Heirats-Blues.

### Lucille
B. B. King spielte ein Gibson-Gitarrenmodell, dem er ab den 1950er Jahren den Kosenamen „Lucille“ gab. Der Grund dafür lag in einem Erlebnis, das er 1949 in einem Musikclub im US-Bundesstaat Arkansas hatte: Bei einem Konzert kam es zu einem Brand. Der bereits geflüchtete King lief zurück, um seine Gitarre zu retten. Als er erfuhr, dass der Brand entstanden war, als zwei Männer sich um eine Frau namens Lucille gestritten hatten, benannte er die Gitarre nach dieser. Das sollte ihn daran erinnern, so etwas nie wieder zu tun.
Eine Besonderheit in der Bauart von Kings Gibson-ES-335-Gitarre liegt darin, dass sie zwar halbresonant ist, aber keine charakteristischen F-Löcher hat. Außerdem verfügt das Modell über eine erweiterte Klangregelung namens Varitone-Drehschalter. Seit 1999 bewarb B. B. King auch ein anderes von Gibson konstruiertes Modell, die Little Lucille.

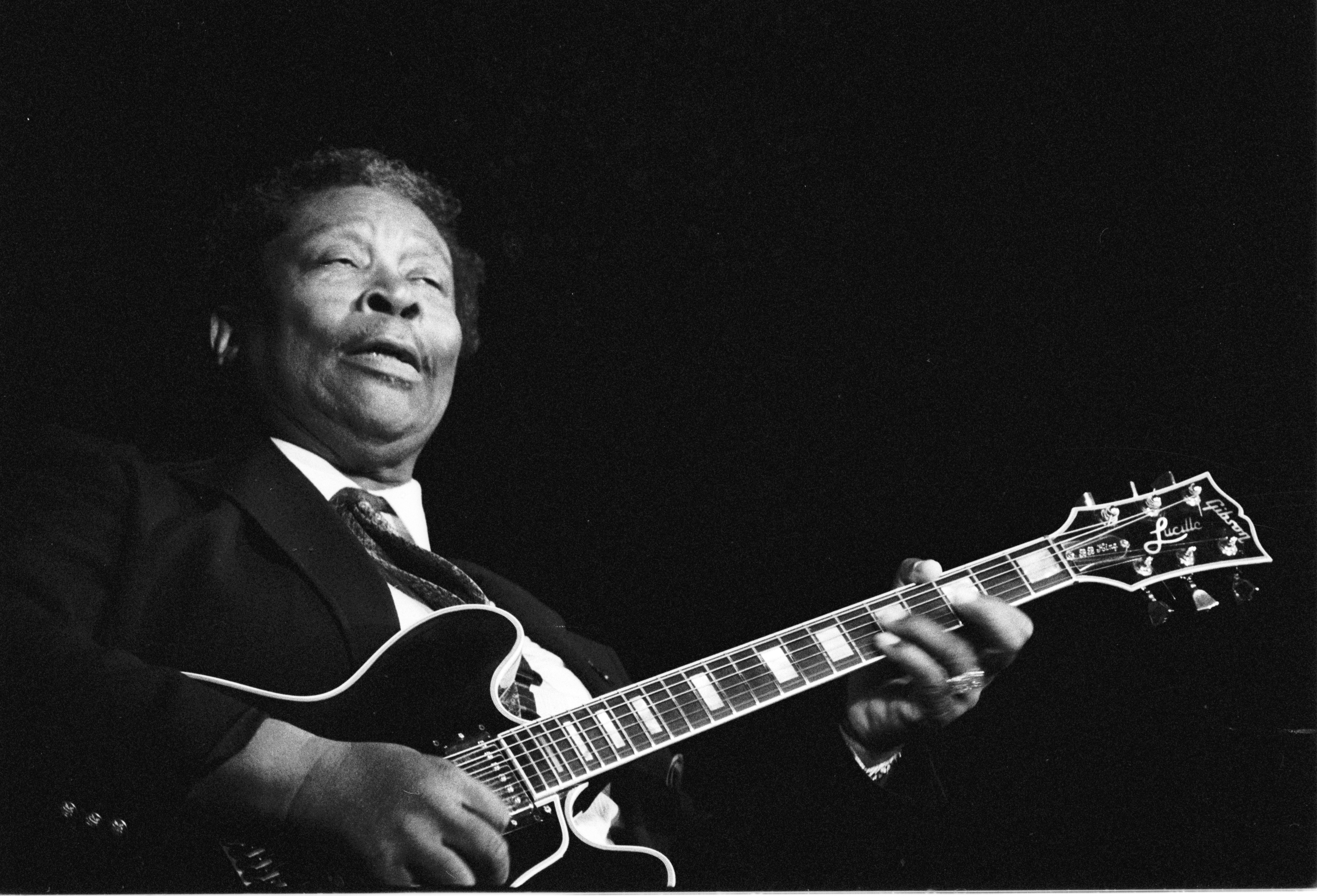
B. B. King bei einem Konzert in Deauville, Frankreich, Juli 1989

Gegenüber der Presse erklärte King einmal: „Abgesehen von richtigem Sex mit einer richtigen Frau gibt es nichts, was mir solch eine innere Ruhe gibt wie Lucille.“ Er soll insgesamt sechzehn Exemplare des Gitarrenmodells besessen haben. Einige seiner Gitarren sind auch im Delta Blues Museum in Clarksdale, Mississippi, ausgestellt.

### The Life of Riley
Im Mai 2013 kam der Dokumentarfilm The Life of Riley (Großbritannien, 2012, 119 Min.) des Regisseurs Jon Brewer in einer OmU-Fassung in deutsche Kinos, der sich Kings Leben widmet und im Titel auf dessen eigentlichen Vornamen Bezug nimmt. Erzählt wird Kings Lebensgeschichte darin von Oscar-Preisträger Morgan Freeman, und neben King selbst kommen Zeitzeugen sowie zum Teil stark von B. B. King beeinflusste Musikerkollegen wie Bonnie Raitt, Eric Clapton, Buddy Guy, Bono, Carlos Santana oder Mick Jagger zu Wort.

### Krankheit und Tod
Wie seine Tochter und sein Manager übereinstimmend berichteten, starb King am 14. Mai 2015 an den Folgen einer langen Diabetes-Krankheit im Alter von 89 Jahren, nachdem er nach einer Dehydratation in ein Krankenhaus in Las Vegas eingeliefert worden war. Wenige Tage nach Kings Tod äußerten zwei seiner Töchter den Verdacht, King sei von seinen Managern vergiftet worden, worauf Ermittlungen eingeleitet wurden. Diese ergaben, dass King eines natürlichen Todes gestorben war. B. B. King wurde auf dem Gelände seines Museums in Indianola, Mississippi, beigesetzt.

### Privates

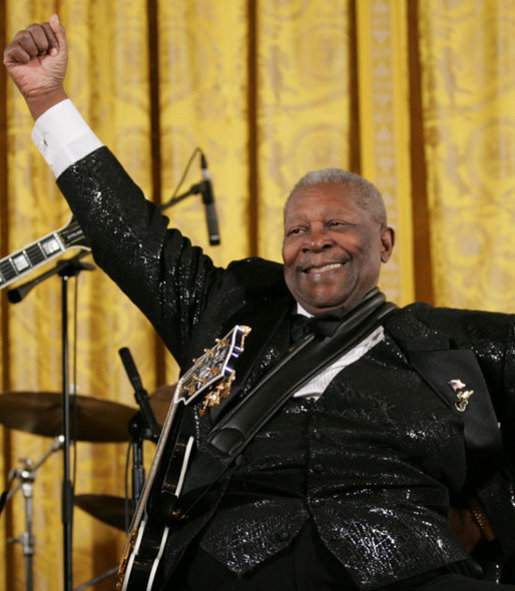
B. B. King bei einem Auftritt im Weißen Haus (2006)

King war zweimal verheiratet. Von 1946 bis 1952 mit Martha Lee Denton und von 1958 bis 1966 mit Sue Carol Hall. Mit verschiedenen anderen Partnerinnen hatte er 15 Kinder.

## Preise und Auszeichnungen
1980 wurde B. B. King in die Blues Hall of Fame aufgenommen, 1987 in die Rock and Roll Hall of Fame. 1990 wurde er mit der National Medal of Arts geehrt und bekam am 21. August einen Stern auf dem Hollywood Walk of Fame in 6771 Hollywood Blvd. 1995 erhielt er den Kennedy-Preis. 2004 erhielt er den inoffiziellen „Nobelpreis für Musik“, den Polar Music Prize. 2006 wurde er mit der Presidential Medal of Freedom ausgezeichnet, der höchsten zivilen Auszeichnung der Vereinigten Staaten. 2008 wurde in seiner Heimatstadt Indianola das B. B. King Museum and Delta Interpretive Center eröffnet, dessen Ausstellung die Karriereschritte B. B. Kings darstellt. Im gleichen Jahr wurde er in die American Academy of Arts and Sciences gewählt.
Die Zeitschrift Rolling Stone listet ihn auf Platz sechs der 100 größten Gitarristen aller Zeiten. In einer Liste aus dem Jahr 2003 hatte er Rang drei belegt. In der Liste der 100 größten Sänger aller Zeiten wurde er auf Platz 96 gewählt. 2014 wurde er in die Down Beat Hall of Fame aufgenommen.
2019 wurde er von der Suchmaschine Google mit einem Doodle in Form eines musikalischen Videoclips über sein Leben geehrt.

## Album-Diskografie (Auswahl)
Diese Auswahldiskografie berücksichtigt nur offizielle Veröffentlichungen von B. B. Kings jeweiligen Plattenfirmen. Da die gelisteten Originalalben heute teilweise rar sind, werden Angaben zu etwaigen CD-Wiederveröffentlichungen gemacht.
| Titel                                        | Musiklabel                    | Veröffentlichung | Aufnahme            | CD-/LP-Wiederveröffentlichungen und Anmerkungen |
| -------------------------------------------- | ----------------------------- | ---------------- | ------------------- | --- |
| Singin’ the Blues                            | Crown CLP 5020                | 1957             | 1951–1955           | Ace CDCHM 1041 (+ Bonustracks) |
| The Blues                                    | Crown CLP 5063                | 1958             | 1951–1958           | Ace CDCHM 1084 (+ Bonustracks) |
| Wails                                        | Crown CLP 5115                | 1959             | 1959                | Ace CDCHM 882 (+ Bonustracks) |
| Sings Spirituals                             | Crown CLP 5119                | 1959             | 1959                | Ace CDCHM 1093 (+ Bonustracks) |
| The Great B. B. King                         | Crown CLP 5143                | 1960             | 1952–1959           | Ace CDCHM 1049 (+ Bonustracks) |
| King of the Blues                            | Crown CLP 5167                | 1960             | 1960                | Ace CDCHM 897 (+ Bonustracks) |
| My Kind of Blues                             | Crown CLP 5188                | 1960             | 1960                | Ace CDCHM 881 (+ Bonustracks) |
| More B. B. King                              | Crown CLP 5230                | 1961             | 1954–1961           | Ace CDCHM 1034 (+ Bonustracks) |
| Twist with B. B. King                        | Crown CLP 5248                | 1962             | 1952–1961           | |
| Easy Listening Blues                         | Crown CLP 5286                | 1962             | 1961                | Ace CDCHM 1011 (+ Bonustracks) |
| Blues in My Heart                            | Crown CLP 5309                | 1963             | 1962                | Ace CDCHM 996 (+ Bonustracks) |
| Mr. Blues                                    | ABC-Paramount 456             | 1963             | 1962–1963           | Hip-O Select 6659; Beat Goes On BGOCD 602 (+ Confessin’ the Blues)                                                                                    |
| B. B. King (aka The Soul of B. B. King)      | Crown CLP 5359                | 1963             | 1952–1961           | Ace CDCHM 986 (+ Bonustracks) |
| Rock Me Baby                                 | Kent KST 512                  | 1964             | 1951–1962           | |
| Let Me Love You Baby                         | Kent KST 513                  | 1964             | 1954–1962           | |
| Live at the Regal                            | ABC-Paramount 509             | 1965             | 1964, live          | MCA MCD/MCAD 11646 |
| Live on Stage                                | Kent KST 515                  | 1965             | 1951–1962 (Studio!) | |
| Confessin’ the Blues                         | ABC-Paramount 528             | 1965             | 1965                | Beat Goes On BGOCD 602 (+ Mr. Blues) |
| The Jungle                                   | Kent KST 521                  | 1967             | 1956–1965           | Ace CDHP 031 |
| Blues Is King                                | Bluesway BLS 6001             | 1967             | 1966, live          | MCA MCAD 31368; See For Miles SEECD 216 (+ Bonustrack)                                                                                                |
| Boss of the Blues                            | Kent KST 529                  | 1968             | 1955–1959           | |
| Blues on Top of Blues                        | Bluesway BLS 6011             | 1968             | 1967                | Beat Goes On BGOCD 69 |
| Lucille                                      | Bluesway BLS 6016             | 1968             | 1967                | MCA MCAD 10518; Beat Goes On BGOCD 36 |
| His Best – The Electric B. B. King           | Bluesway BLS 6022             | 1969             | 1965–1968           | MCA MCAD 27007; MCA MCAD 11767 (+ Bonustracks); Beat Goes On BGOCD 37                                                                                 |
| From the Beginning                           | Kent KST 2-533                | 1969             | 1951–1965           | |
| Anthology of the Blues                       | Kent KST 9011                 | 1969             | 1950–1954           | Wiederveröffentlicht als Original Folk Blues |
| Live and Well                                | Bluesway BLS 6031             | 1969             | 1969, live + Studio | MCA MCAD 31191; als LP: Bear Family BAF 18013 |
| Completely Well                              | Bluesway BLS 6037             | 1969             | 1969                | MCA MCD/MCAD 11768; Beat Goes On BGOCD 602 (+ Live in Cook County Jail); als LP: Bear Family BAF 18015                                                |
| The Incredible Soul of B. B. King            | Kent KST 539                  | 1970             | 1955–1959           | |
| Indianola Mississippi Seeds                  | ABC 713                       | 1970             | 1970                | MCA MCAD 31343 |
| Turn On to B. B. King                        | Kent KST 548                  | 1971             | 1955–1962           | Wiederveröffentlicht als Turn on with B. B. King |
| The Greatest Hits, Vol. 1                    | Kent KST 552                  | 1971             | 1952–1965           | |
| Live in Cook County Jail                     | ABC 723                       | 1971             | 1970, live          | MCA MCAD 11769; Beat Goes On BGOCD 602 (+ Completely Well)                                                                                            |
| In London                                    | ABC 730                       | 1971             | 1971                | MCA MCD 18223; MCA MCAD 10843; Beat Goes On BGOCD 42                                                                                                  |
| King of the Blues, B. B. King Comes to Japan | ABC GW 131/2, Japan           | 1971             | 1971, live          | MCA MCAD 11810 (CD-Titel: Live in Japan) |
| L. A. Midnight                               | ABC 743                       | 1972             | 1971                | |
| Guess Who                                    | ABC 759                       | 1972             | 1972                | Beat Goes On BGO CD 71 |
| To Know You Is to Love You                   | ABC 794                       | 1973             | 1973                | mit Stevie Wonder |
| Friends                                      | ABC 825                       | 1974             | 1974                | Beat Goes On BGOCD 125 |
| Together for the First Time … Live           | Dunhill DSY 50190             | 1974             | 1974, live          | Beat Goes On BGOCD 161 (mit Bobby Bland) |
| Lucille Talks Back                           | ABC 898                       | 1975             | 1975                | |
| Together Again … Live                        | Impulse ASD 9317              | 1976             | 1976, live          | MCA MCAD 27012 (mit Bobby Bland) |
| Kingsize                                     | ABC 977                       | 1977             | 1976                | |
| Midnight Believer                            | ABC AA 1061                   | 1978             | 1977                | MCA CD 27011; Beat Goes On BGOCD 604 (+ Take It Home)                                                                                                 |
| Take It Home                                 | MCA 3151                      | 1979             | 1978/79             | MCA MCAD 11770; Beat Goes On BGOCD 604 (+ Midnight Believer)                                                                                          |
| Now Appearing at Ole Miss                    | MCA 2-8016                    | 1980             | 1979, live          | MCA MCAD 8016 |
| There Must Be a Better World Somewhere       | MCA 5162                      | 1981             | 1980                | MCA CD 2734; Beat Goes On BGOCD 124 |
| Live in London                               | Crusader CRP 16013            |                  | 1981, live          | |
| The Crusaders with B. B. King                | MCA 2-8017                    |                  | 1981, live          | |
| Love Me Tender                               | MCA 5307                      | 1982             | 1982                | |
| Blues ’n’ Jazz                               | MCA 5413                      | 1983             | 1982                | MCA CD 27119 |
| Six Silver Strings                           | MCA 5616                      | 1985             | 1984                | MCA CD 5616 |
| The King of the Blues 1989                   | MCA 42183                     | 1989             | 1988                | MCA CD 42183 |
| Live at San Quentin                          | MCA 6455                      | 1990             | 1990, live          | MCA MCAD 6455; MCA MCAD 112517 |
| B. B. King & Sons, Live                      | Invitation CD VICL 103, Japan | 1990             | 1990, live          | |
| Live at The Apollo                           | GRP 9637                      | 1990             | 1990, live          | GRP CD 9637 |
| There Is Always One More Time                | MCA 10295                     | 1991             | 1991                | MCA CD 10295 |
| King of the Blues                            | MCAD4 10677                   | 1992             | 1949–1992           | 4-CD Box |
| Blues Summit                                 | MCA MCAD 10710                | 1993             |                     | Duette mit Robert Cray, Buddy Guy, John Lee Hooker, Koko Taylor, Etta James, Lowell Fulson, Albert Collins, Ruth Brown, Irma Thomas, Joe Louis Walker |
| Lucille & Friends                            | MCA MCD 33008                 | 1995             |                     | Gäste u. a. U2; Robert Cray, Stevie Wonder, Grover Washington Jr., Vernon Reid, John Lee Hooker, Gary Moore                                           |
| Deuces Wild                                  | MCA MCAD 11711                | 1997             |                     | Gäste u. a. Van Morrison; Tracy Chapman, Eric Clapton, Bonnie Raitt, Joe Cocker, The Rolling Stones, Willie Nelson                                    |
| Blues on the Bayou                           | MCA MCAD 11879                | 1998             |                     | |
| Let The Good Times Roll                      | MCA MCAD 12042                | 1999             |                     | mit Dr. John |
| Riding with the King                         | Reprise 47612 2               | 2000             |                     | mit Eric Clapton |
| Makin’ Love Is Good for You                  | MCA MCAD 12241                | 2000             |                     | |
| A Christmas Celebration of Hope              | MCA MCAD 112756               | 2001             |                     | |
| Reflections                                  | MCA B53202                    | 2003             |                     | |
| 80                                           | Geffen 526 302 2              | 2005             |                     | u. a. mit Eric Clapton, Billy Gibbons, Mark Knopfler, Van Morrison, Roger Daltrey, Gloria Estefan, Bobby Bland                                        |
| One Kind Favor                               | Geffen                        | 2008             |                     | |
| Live at the Royal Albert Hall 2011           | Shout Factory 0602527958354   | 2011             |                     | u. a. mit Derek Trucks, Susan Tedeschi, Ron Wood, Mick Hucknall, Slash                                                                                |
| Ladies & Gentlemen … Mr. B. B. King          | Universal                     | 2012             | 1949–2008           | Werkschau, erhältlich als 4- und 10-CD-Edition; PdSK-Bestenliste 1/2013                                                                               |
| The Life of Riley                            | Universal                     | 2012             |                     | Soundtrack zum gleichnamigen Biopic, erhältlich als 1- oder 2-CD-Edition                                                                              |

## B. B. King auf DVD
- 2013: Crossroads – Eric Clapton Guitar Festival 2013
- 2010: Crossroads – Eric Clapton Guitar Festival 2010
- 2009: Memphis Blues Session
- 2009: Live in Africa '74
- 2009: B. B. King & James Brown – One Special Night
- 2009: Live at Montreux 1993
- 2008: Live
- 2008: At Sing Sing Prison
- 2008: Blues Summit Concert
- 2008: B. B. King & the Guitar Legends – In Sevilla, Spain mit Albert Collins, Robert Cray, Dave Edmunds, Steve Cropper und Bo Diddley
- 2007: Standing Room Only
- 2007: Crossroads – Eric Clapton Guitar Festival 2007
- 2006: Joan Baez & B. B.King – I Shall Be Released: In Concert
- 2006: Live
- 2006: The Thrill Is Gone
- 2005: B. B. King & Friends – A Night Of Blistering Blues mit Phil Collins, Chaka Khan, Gladys Knight, Paul Butterfield, Stevie Ray Vaughan, Albert King, Etta James, Dr. John u. a.
- 2004: B. B. King & Joan Baez – Live at „Sing Sing“
- 2004: Living Legend
- 2004: Black Blues Experience
- 2004: Sweet 16
- 2004: The Blues Sounds of B.B. King
- 2004: Crossroads Guitar Festival 2004
- 2003: In Concert
- 2003: Live By Request
- 2002: Live at Nicks

## Diskografie

### Studioalben
| Jahr | Titel                                       | Höchstplatzierung, Gesamtwochen, AuszeichnungChartplatzierungen (Jahr, Titel, Platzierungen, Wochen, Auszeichnungen, Anmerkungen) | Höchstplatzierung, Gesamtwochen, AuszeichnungChartplatzierungen (Jahr, Titel, Platzierungen, Wochen, Auszeichnungen, Anmerkungen) | Höchstplatzierung, Gesamtwochen, AuszeichnungChartplatzierungen (Jahr, Titel, Platzierungen, Wochen, Auszeichnungen, Anmerkungen) | Höchstplatzierung, Gesamtwochen, AuszeichnungChartplatzierungen (Jahr, Titel, Platzierungen, Wochen, Auszeichnungen, Anmerkungen) | Höchstplatzierung, Gesamtwochen, AuszeichnungChartplatzierungen (Jahr, Titel, Platzierungen, Wochen, Auszeichnungen, Anmerkungen) | Anmerkungen                                                                                     |
| Jahr | Titel                                       | DE | AT | CH | UK | US | Anmerkungen                                                                                     |
| ---- | ------------------------------------------- | --- | --- | --- | --- | --- | ----------------------------------------------------------------------------------------------- |
| 1968 | Lucille                                     | — | — | — | — | US192 (3 Wo.)US |                                                                                                 |
| 1969 | Live & Well                                 | — | — | — | — | US56 (34 Wo.)US |                                                                                                 |
| 1969 | Completely Well                             | — | — | — | — | US68 (30 Wo.)US |                                                                                                 |
| 1970 | The Incredible Soul Of B.B. King            | — | — | — | — | US193 (2 Wo.)US |                                                                                                 |
| 1970 | Indianola Mississippi Seeds                 | — | — | — | — | US26 (28 Wo.)US |                                                                                                 |
| 1971 | Live In Cook County Jail                    | — | — | — | — | US25 (33 Wo.)US |                                                                                                 |
| 1971 | B.B. King In London                         | — | — | — | — | US57 (17 Wo.)US |                                                                                                 |
| 1972 | L.A. Midnight                               | — | — | — | — | US53 (17 Wo.)US |                                                                                                 |
| 1972 | Guess Who                                   | — | — | — | — | US65 (20 Wo.)US |                                                                                                 |
| 1973 | The Best Of B.B. King                       | — | — | — | — | US101 Platin · (11 Wo.)US |                                                                                                 |
| 1973 | To Know You Is To Love You                  | — | — | — | — | US71 (25 Wo.)US |                                                                                                 |
| 1974 | Together For The First Time...Live          | — | — | — | — | US43 Gold · (20 Wo.)US |                                                                                                 |
| 1974 | Friends                                     | — | — | — | — | US153 (6 Wo.)US |                                                                                                 |
| 1975 | Lucille Talks Back                          | — | — | — | — | US140 (5 Wo.)US |                                                                                                 |
| 1976 | Together Again...Live                       | — | — | — | — | US73 (14 Wo.)US | Bobby Bland & B. B. King                                                                        |
| 1977 | King Size                                   | — | — | — | — | US154 (7 Wo.)US |                                                                                                 |
| 1978 | Midnight Believer                           | — | — | — | — | US124 (24 Wo.)US |                                                                                                 |
| 1979 | Take It Home                                | — | — | — | UK60 (5 Wo.)UK | US112 (12 Wo.)US |                                                                                                 |
| 1980 | Now Appearing At Ole’ Miss                  | — | — | — | — | US162 (4 Wo.)US |                                                                                                 |
| 1981 | There Must Be A Better World Somewhere      | — | — | — | — | US131 (10 Wo.)US |                                                                                                 |
| 1982 | Love Me Tender                              | — | — | — | — | US179 (5 Wo.)US |                                                                                                 |
| 1982 | Royal Jam                                   | — | — | — | — | US144 (7 Wo.)US | The Crusaders mit B. B. King und The Royal Philharmonic Orchestra                               |
| 1983 | Blues ’n Jazz                               | — | — | — | — | US172 (4 Wo.)US |                                                                                                 |
| 1993 | Blues Summit                                | — | — | CH32 (5 Wo.)CH | — | US182 (1 Wo.)US |                                                                                                 |
| 1997 | Deuces Wild                                 | DE37 (17 Wo.)DE | — | CH33 (5 Wo.)CH | UK86 (1 Wo.)UK | US73 Gold · (30 Wo.)US |                                                                                                 |
| 1998 | Blues On The Bayou                          | DE93 (2 Wo.)DE | — | — | UK93 (1 Wo.)UK | US186 (2 Wo.)US |                                                                                                 |
| 2000 | Riding With The King                        | DE2 Gold · (23 Wo.)DE | AT3 Gold · (16 Wo.)AT | CH3 Gold · (21 Wo.)CH | UK15 Gold · (19 Wo.)UK | US3 ×2Doppelplatin · (43 Wo.)US                                                                                                   | B. B. King & Eric Clapton                                                                       |
| 2001 | The Best Of B.B. King: 20th Century Masters | — | — | — | — | US145 (2 Wo.)US |                                                                                                 |
| 2001 | A Christmas Celebration of Hope             | — | — | — | — | US151 (3 Wo.)US |                                                                                                 |
| 2003 | Reflections                                 | — | — | — | — | US165 (2 Wo.)US |                                                                                                 |
| 2005 | The Ultimate Collection                     | — | — | — | — | US96 (1 Wo.)US |                                                                                                 |
| 2005 | 80                                          | DE87 (1 Wo.)DE | AT61 (1 Wo.)AT | CH78 (1 Wo.)CH | — | US45 (4 Wo.)US | B. B. King & Friends                                                                            |
| 2008 | One Kind Favor                              | — | — | CH76 (1 Wo.)CH | — | US37 (5 Wo.)US |                                                                                                 |
| 2015 | His Definitive Greatest Hits                | DE83 (2 Wo.)DE | AT70 (1 Wo.)AT | CH31 (6 Wo.)CH | UK24 Silber · (6 Wo.)UK | US118 (1 Wo.)US | Erstveröffentlichung: 1999 in DE/AT erst 2015 platziert                                         |
| 2015 | Live At The Regal                           | DE85 (2 Wo.)DE | AT65 (2 Wo.)AT | CH44 (2 Wo.)CH | UK96 (1 Wo.)UK | US56 (9 Wo.)US | Erstveröffentlichung: 1965 in DE/AT/UK erst 2015, in CH erst 2014 und in US erst 1971 platziert |
| 2015 | The Complete Collection                     | — | — | — | — | US59 (1 Wo.)US |                                                                                                 |
| 2015 | Gold                                        | — | — | — | — | US189 (1 Wo.)US |                                                                                                 |

grau schraffiert: keine Chartdaten aus diesem Jahr verfügbar

### Singles
| Jahr | Titel Album                       | Höchstplatzierung, Gesamtwochen, AuszeichnungChartplatzierungen (Jahr, Titel, Album, Platzierungen, Wochen, Auszeichnungen, Anmerkungen) | Höchstplatzierung, Gesamtwochen, AuszeichnungChartplatzierungen (Jahr, Titel, Album, Platzierungen, Wochen, Auszeichnungen, Anmerkungen) | Höchstplatzierung, Gesamtwochen, AuszeichnungChartplatzierungen (Jahr, Titel, Album, Platzierungen, Wochen, Auszeichnungen, Anmerkungen) | Anmerkungen                |
| Jahr | Titel Album                       | DE | UK | US | Anmerkungen                |
| ---- | --------------------------------- | --- | --- | --- | -------------------------- |
| 1957 | Be Careful With A Fool –          | — | — | US95 (1 Wo.)US |                            |
| 1957 | I Need You So Bad –               | — | — | US85 (1 Wo.)US | B. B. King & His Orchestra |
| 1964 | How Blue Can You Get –            | — | — | US97 (2 Wo.)US |                            |
| 1964 | Rock Me Baby –                    | — | — | US34 (8 Wo.)US |                            |
| 1964 | Help The Poor –                   | — | — | US90 (4 Wo.)US |                            |
| 1964 | Beautician Blues –                | — | — | US82 (3 Wo.)US |                            |
| 1964 | Never Trust A Woman –             | — | — | US90 (3 Wo.)US |                            |
| 1965 | Blue Shadows –                    | — | — | US97 (1 Wo.)US |                            |
| 1966 | Don’t Answer The Door – Part 1 –  | — | — | US72 (9 Wo.)US |                            |
| 1967 | The Jungle –                      | — | — | US94 (2 Wo.)US |                            |
| 1968 | Paying The Cost To Be The Boss –  | — | — | US39 (7 Wo.)US |                            |
| 1968 | You Put It On Me –                | — | — | US82 (5 Wo.)US |                            |
| 1968 | I’m Gonna Do What They Do To Me – | — | — | US74 (5 Wo.)US |                            |
| 1968 | The Woman I Love –                | — | — | US94 (3 Wo.)US |                            |
| 1968 | The B.B. Jones –                  | — | — | US98 (1 Wo.)US |                            |
| 1969 | Why I Sing The Blues –            | — | — | US61 (10 Wo.)US |                            |
| 1969 | The Thrill Is Gone –              | — | — | US15 (14 Wo.)US |                            |
| 1969 | Get Off My Back Woman –           | — | — | US74 (8 Wo.)US |                            |
| 1969 | Just A Little Love –              | — | — | US76 (5 Wo.)US |                            |
| 1970 | Chains And Things –               | — | — | US45 (8 Wo.)US |                            |
| 1970 | So Excited –                      | — | — | US54 (6 Wo.)US |                            |
| 1970 | Hummingbird –                     | — | — | US48 (7 Wo.)US |                            |
| 1971 | That Evil Child –                 | — | — | US97 (2 Wo.)US |                            |
| 1971 | Ask Me No Questions –             | — | — | US40 (10 Wo.)US |                            |
| 1971 | Ghetto Woman –                    | — | — | US68 (5 Wo.)US |                            |
| 1972 | Sweet Sixteen –                   | — | — | US93 (3 Wo.)US |                            |
| 1972 | Guess Who / Them Changes –        | — | — | US62 (11 Wo.)US |                            |
| 1972 | I Got Some Help I Don’t Need –    | — | — | US92 (6 Wo.)US |                            |
| 1973 | To Know You Is To Love You –      | — | — | US38 (14 Wo.)US |                            |
| 1973 | I Like To Live The Love –         | — | — | US28 (16 Wo.)US |                            |
| 1974 | Philadelphia –                    | — | — | US64 (7 Wo.)US |                            |
| 1974 | Who Are You –                     | — | — | US78 (3 Wo.)US |                            |
| 1989 | When Love Comes To Town –         | DE64 (3 Wo.)DE | UK6 (8 Wo.)UK | US68 (7 Wo.)US | mit U2                     |
| 1989 | Ain’t Nobody Home –               | — | UK88 (3 Wo.)UK | US15 (14 Wo.)US |                            |
| 1992 | Since I Met You Baby –            | — | UK59 (3 Wo.)UK | — | Gary Moore & B. B. King    |

### Videoalben
| Jahr | Titel                 | Höchstplatzierung, Gesamtwochen, AuszeichnungChartsChartplatzierungen (Jahr, Titel, Platzierungen, Wochen, Auszeichnungen, Anmerkungen) | Anmerkungen |
| Jahr | Titel                 | CH | Anmerkungen |
| ---- | --------------------- | --- | ----------- |
| 2015 | Live At Montreux 1993 | CH8 (1 Wo.)CH |             |

## Auszeichnungen für Musikverkäufe
| Goldene Schallplatte - Argentinien - 2000: für das Album Riding with the King (mit Eric Clapton) - Brasilien - 2001: für das Album Riding with the King (mit Eric Clapton) - Frankreich - 2001: für das Album Riding with the King (mit Eric Clapton) - Hongkong - 2000: für das Album Riding with the King (mit Eric Clapton) - Niederlande - 2000: für das Album Riding with the King (mit Eric Clapton) - Österreich - 2000: für das Album Makin’ Love Is Good for You - Polen - 2016: für das Album Empik Jazz Club: B. B. King – The Very Best Of - Spanien - 1997: für das Album Deuces Wild - 2000: für das Album Riding with the King (mit Eric Clapton) - Vereinigte Staaten - 19??: für das Album Singin’ the Blues | Platin-Schallplatte - Australien - 2001: für das Album Riding with the King (mit Eric Clapton) - Dänemark - 2001: für das Album Riding with the King (mit Eric Clapton) - Italien - 2000: für das Album Riding with the King (mit Eric Clapton) - Japan - 2000: für das Album Riding with the King (mit Eric Clapton) - Kanada - 1999: für das Album Deuces Wild - 2000: für das Album Riding with the King (mit Eric Clapton) - Neuseeland - 1998: für das Album Deuces Wild - 2000: für das Album Riding with the King (mit Eric Clapton) 2× Platin-Schallplatte - Europa - 2000: für das Album Riding with the King (mit Eric Clapton) |

Anmerkung: Auszeichnungen in Ländern aus den Charttabellen bzw. Chartboxen sind in ebendiesen zu finden.
| Land/RegionAuszeichnungen für Musikverkäufe (Land/Region, Auszeichnungen, Verkäufe, Quellen) | Silber  | Gold       | Platin       | Verkäufe    | Quellen                   |
| -------------------------------------------------------------------------------------------- | ------- | ---------- | ------------ | ----------- | ------------------------- |
| Argentinien (CAPIF)                                                                          | —       | Gold1      | —            | 30.000      | capif.org.ar              |
| Australien (ARIA)                                                                            | —       | —          | Platin1      | 70.000      | aria.com.au               |
| Brasilien (PMB)                                                                              | —       | Gold1      | —            | 100.000     | pro-musicabr.org.br       |
| Dänemark (IFPI)                                                                              | —       | —          | Platin1      | 50.000      | hitlisten.nu              |
| Deutschland (BVMI)                                                                           | —       | Gold1      | —            | 150.000     | musikindustrie.de         |
| Europa (IFPI)                                                                                | —       | —          | 2× Platin2   | (2.000.000) | worldradiohistory.com     |
| Frankreich (SNEP)                                                                            | —       | Gold1      | —            | 167.800     | snepmusique.com           |
| Hongkong (IFPI/HKRIA)                                                                        | —       | Gold1      | —            | 10.000      | Einzelnachweise           |
| Italien (FIMI)                                                                               | —       | —          | Platin1      | 100.000     | Einzelnachweise           |
| Japan (RIAJ)                                                                                 | —       | —          | Platin1      | 200.000     | riaj.or.jp                |
| Kanada (MC)                                                                                  | —       | —          | 2× Platin2   | 200.000     | musiccanada.com           |
| Neuseeland (RMNZ)                                                                            | —       | —          | 2× Platin2   | 30.000      | aotearoamusiccharts.co.nz |
| Niederlande (NVPI)                                                                           | —       | Gold1      | —            | 50.000      | nvpi.nl                   |
| Österreich (IFPI)                                                                            | —       | 2× Gold2   | —            | 50.000      | ifpi.at                   |
| Polen (ZPAV)                                                                                 | —       | Gold1      | —            | 10.000      | olis.pl                   |
| Schweiz (IFPI)                                                                               | —       | Gold1      | —            | 25.000      | hitparade.ch              |
| Spanien (Promusicae)                                                                         | —       | 2× Gold2   | —            | 100.000     | elportaldemusica.es ES2   |
| Vereinigte Staaten (RIAA)                                                                    | —       | 3× Gold3   | 3× Platin3   | 4.500.000   | riaa.com                  |
| Vereinigtes Königreich (BPI)                                                                 | Silber1 | Gold1      | —            | 160.000     | bpi.co.uk                 |
| Insgesamt                                                                                    | Silber1 | 16× Gold16 | 13× Platin13 |             |                           |